# A magyar labdarúgó-bajnokság aranyérmes játékosainak listája: D
Az alábbi lista a magyar labdarúgó-bajnokság bajnokcsapatainak játékosait sorolja fel, D kezdőbetűvel, bajnoki cím száma, egyesületek és idények szerint.

## D
| Játékos                  | Bajnoki cím | Csapat(ok)                   | Idény(ek)                                                                        |
| ------------------------ | ----------- | ---------------------------- | -------------------------------------------------------------------------------- |
| Dajka László             | 5           | Bp. Honvéd                   | 1979–80, 1983–84, 1984–85, 1985–86, 1987–88                                      |
| Dalnoki Jenő             | 2           | Ferencváros                  | 1962–63, 1964                                                                    |
| Dán Vilmos               | 1           | Ferencváros                  | 1926–27                                                                          |
| Deák Ferenc              | 1           | Ferencváros                  | 1948–49                                                                          |
| Deményi Rudolf           | 1           | Nagyváradi AC                | 1943–44                                                                          |
| Demjén Gábor             | 1           | Debreceni VSC                | 2008–09                                                                          |
| Demkó Sándor             | 1           | MTK                          | 1924–25                                                                          |
| Déri Károly              | 2           | Újpest                       | 1932–33, 1934–35                                                                 |
| Deszatnik Péter          | 1           | Ferencváros                  | 1991–92                                                                          |
| Détári Lajos             | 3           | Bp. Honvéd                   | 1983–84, 1984–85, 1985–86                                                        |
| Deutsch Béla             | 2           | Ferencváros                  | 1903, 1905                                                                       |
| Deutsch Leó              | 2           | MTK                          | 1904, 1907–08                                                                    |
| Devecseri Sándor         | 1           | WMFC Csepel                  | 1941–42                                                                          |
| Disztl László            | 2           | Bp. Honvéd                   | 1987–88, 1988–89                                                                 |
| Disztl Péter             | 2           | Bp. Honvéd                   | 1987–88, 1988–89                                                                 |
| Bojan Djordjić           | 1           | Videoton                     | 2010–11                                                                          |
| Dobó Gyula               | 1           | MTK                          | 1921–22                                                                          |
| Dobronyi Béla            | 3           | Ferencváros                  | 1905, 1906–07, 1909–10                                                           |
| Dobsa Elek               | 2           | MTK                          | 1920–21, 1921–22                                                                 |
| Dombi Tibor              | 6           | Debreceni VSC                | 2004–05, 2005–06, 2006–07, 2008–09, 2009–10, 2011–12                             |
| Domonkos László          | 2           | MTK                          | 1904, 1907–08                                                                    |
| Dósai István             | 2           | WMFC Csepel                  | 1941–42, 1942–43                                                                 |
| Dózsa Attila             | 2           | Bp. Honvéd                   | 1984–85, 1985–86                                                                 |
| Dragóner Attila          | 2           | Ferencváros                  | 2000–01, 2003–04                                                                 |
| Drobni Miklós            | 1           | Bp. Honvéd                   | 1988–89                                                                          |
| Dudás Gyula              | 3           | Újpest                       | 1929–30, 1930–31, 1932–33                                                        |
| Dudás János              | 4           | 2 – Hungária 2 – WMFC Csepel | 1935–36, 1936–37 1941–42, 1942–43                                                |
| Dudu Machperlin Omagbemi | 1           | Debreceni VSC                | 2009–10                                                                          |
| Dunai Antal              | 7           | Újpesti Dózsa                | 1969, 1970-tavasz, 1970–71, 1971–72, 1972–73, 1973–74, 1974–75                   |
| Dunai Ede                | 9           | Újpesti Dózsa                | 1969, 1970-tavasz, 1970–71, 1971–72, 1972–73, 1973–74, 1974–75, 1977–78, 1978–79 |
| Duró József              | 1           | Kispest-Honvéd               | 1992–93                                                                          |
| Dzurják József           | 2           | 1 – Ferencváros 1 - Vác      | 1991–92 1993–94                                                                  |
| Dzsudzsák Balázs         | 3           | Debreceni VSC                | 2004–05, 2005–06, 2006–07                                                        |